# Strasbourg Électricité Réseaux
Strasbourg Électricité Réseaux est un gestionnaire de réseau de distribution d'énergie assurant la gestion du réseau électrique de plus de 400 communes dans le Bas-Rhin, en France.
Avec 565 000 points de livraison, Strasbourg Électricité Réseaux est le plus grand opérateur régional du système de distribution d’électricité en France.
L'entreprise est née de l'obligation d'Électricité de Strasbourg de séparer ses activités commerciales et de distribution le 1er juin 2009.